# Спрынчан, Бронислав Петрович
Бронислав Петрович Спринчан (16 августа 1928, Каниж, Зиновьевский округ — 8 июля 2008, Минск) — белорусский советский писатель.

## Биография
Родился в семье служащего. Окончил Кировоградский техникум сельскохозяйственного машиностроения (1949), затем — Литературный институт (1962, заочно), Минскую Высшую партийную школу (1966). Состоял в КПСС.
Работал на заводе «Гомсельмаш» (1949—1955), в газетах «Сельмашевец» (1955—1962), «Советская Белоруссия» (1962—1964), был заведующим отделом поэзии в журнале «Нёман» (1966—1991).
Первые стихи опубликованы в 1950 году в «Гомельской правде». Переведён на украинский и казахский языки. Сам переводил на русский язык стихи белорусских поэтов, в частности, М. Богдановича. Член СП СССР (1955).
Трагически погиб (сбит автомобилем при переходе проспекта Победителей). Похоронен на Северном кладбище Минска.

## Личная жизнь
Сын Вадим (род. 1950) — поэт и переводчик, внучка Аксана (род. 1973) — поэт.